# Обыкновенная мокрица
Обыкновенная мокрица, или погребная мокрица, или мокрица-свинка (лат. Porcellio scaber) — вид мокриц из семейства Porcellionidae.

## Описание
Тело длиной до 20 миллиметров, окраска тела от серого до желтовато-серого цвета. Тело имеет мелко зазубренный, полукольцевидный панцирь, ходильных ног — 14, ног с боковыми выростами — 12.

## Питание
Мокрицы питаются детритом своей среды обитания, и, таким образом относятся к редуцентам. Могут повреждать хранящиеся фрукты и овощи.

## Ареал и места обитания
Мокрицы обитают в непосредственной близости к своей кормовой базе. Обычно встречаются под камнями, в подстилке лиственных лесов и кустарников, а также в подвалах, садах, конюшнях, теплицах, компостных кучах и особенно вблизи валежника.

## Размножение
Оплодотворенные 25—90 яиц и личинок самка носит на брюшной стороне в заполненном жидкостью пузыре примерно от 40 до 50 дней. После 14 линек, мокрицы становятся половозрелыми. Продолжительность жизни составляет два года.

## Подвиды
Выделяют 6 подвидов обыкновенной мокрицы:
- Porcellio scaber americanus Arcangeli, 1932 — Северная Америка;
- Porcellio scaber flavobrunneus Collinge, 1917 — Европа;
- Porcellio scaber flavomaculata Collinge, 1918 — Европа;
- Porcellio scaber japonicus Verhoeff, 1928 — Япония;
- Porcellio scaber lusitanus Verhoeff, 1907 — Пиренейский полуостров;
- Porcellio scaber scaber Latreille, 1804 — Европа.

## Галерея

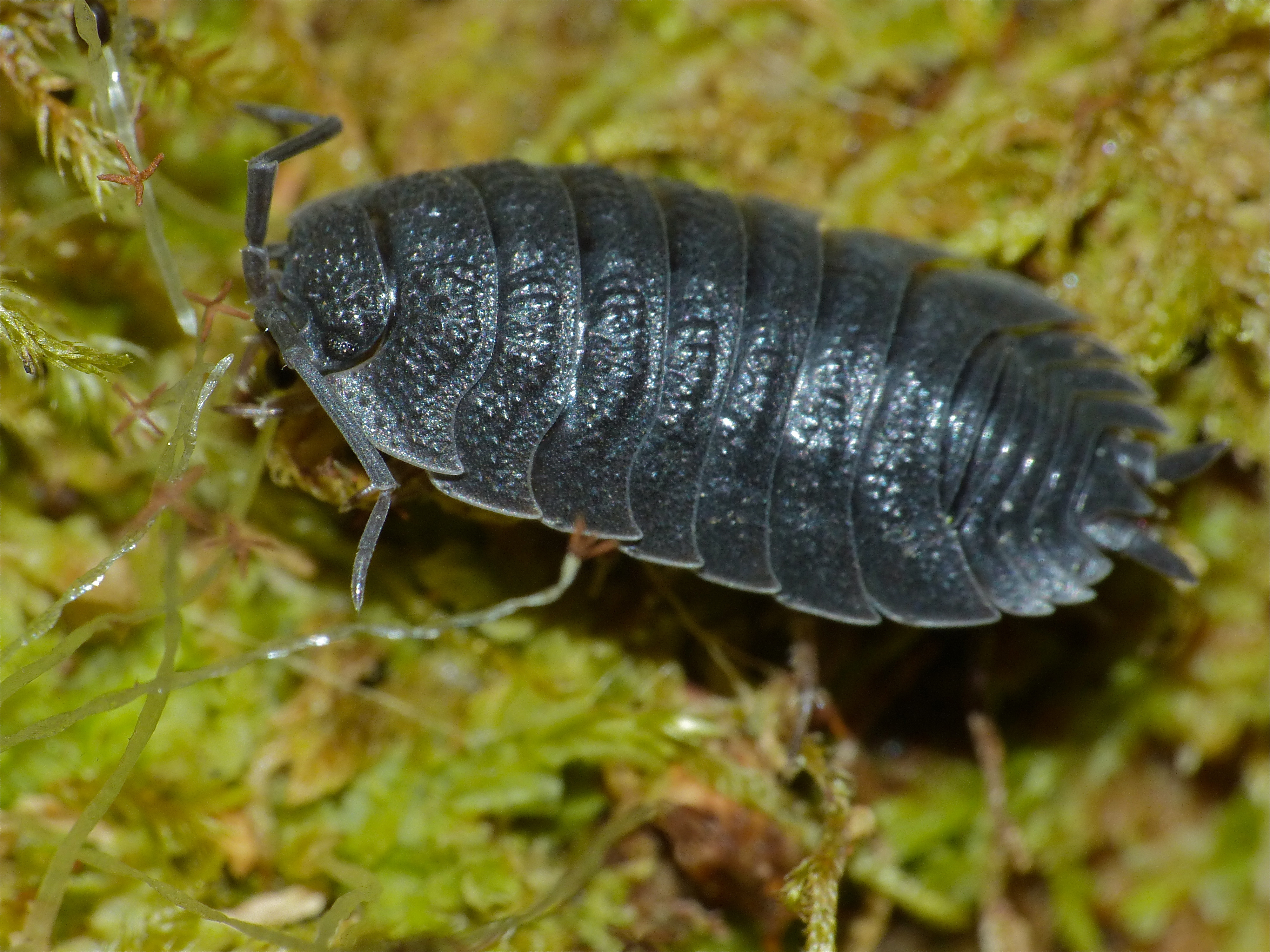
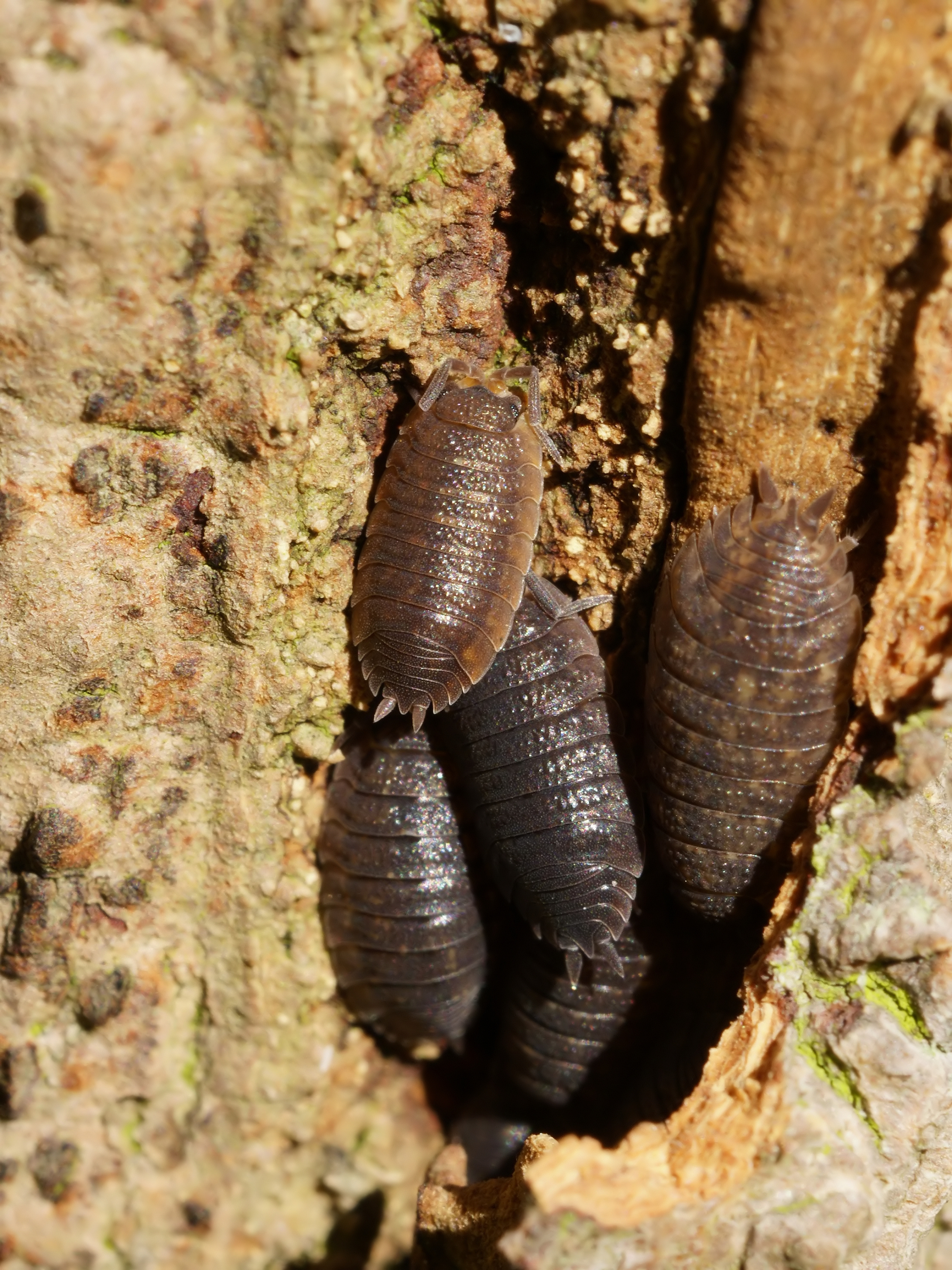
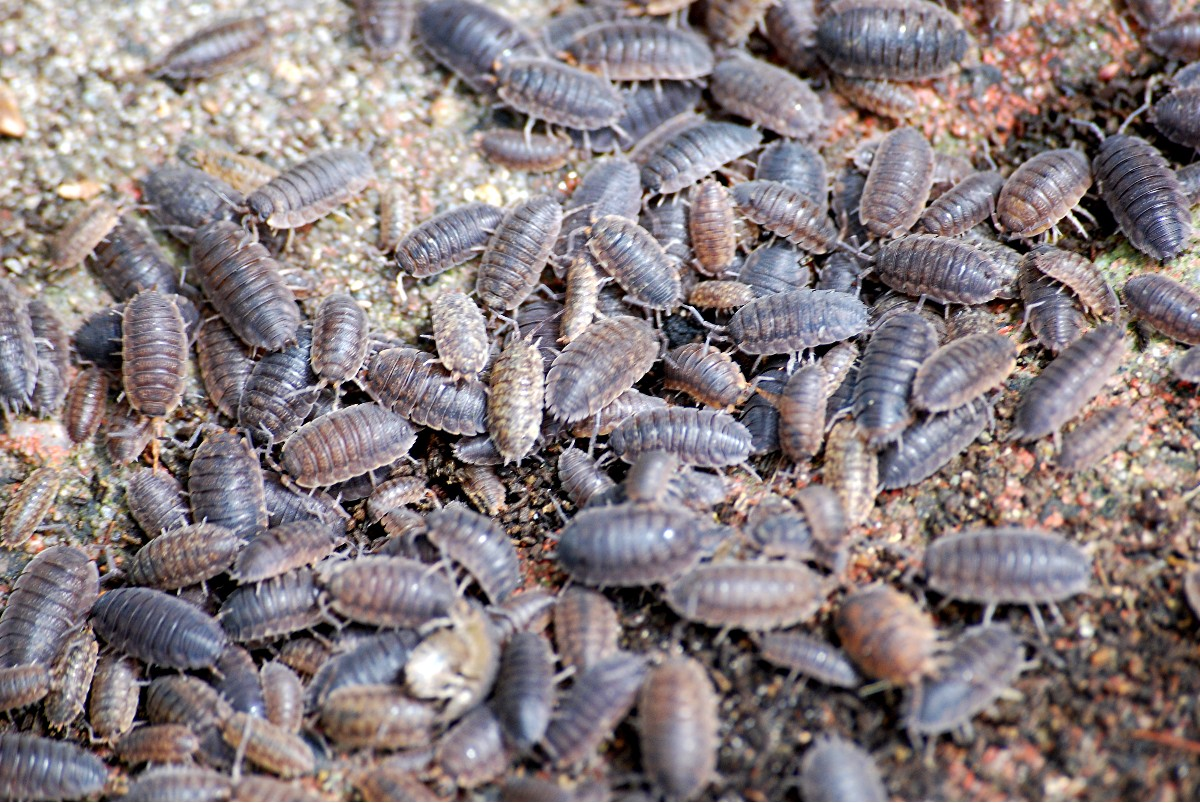
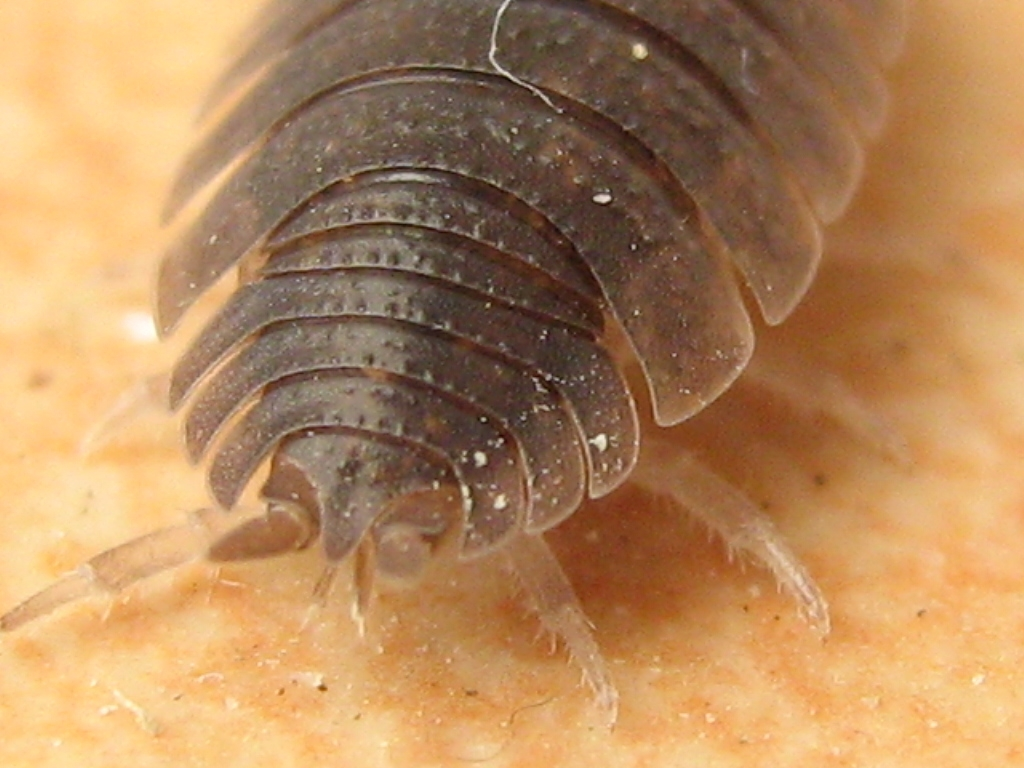
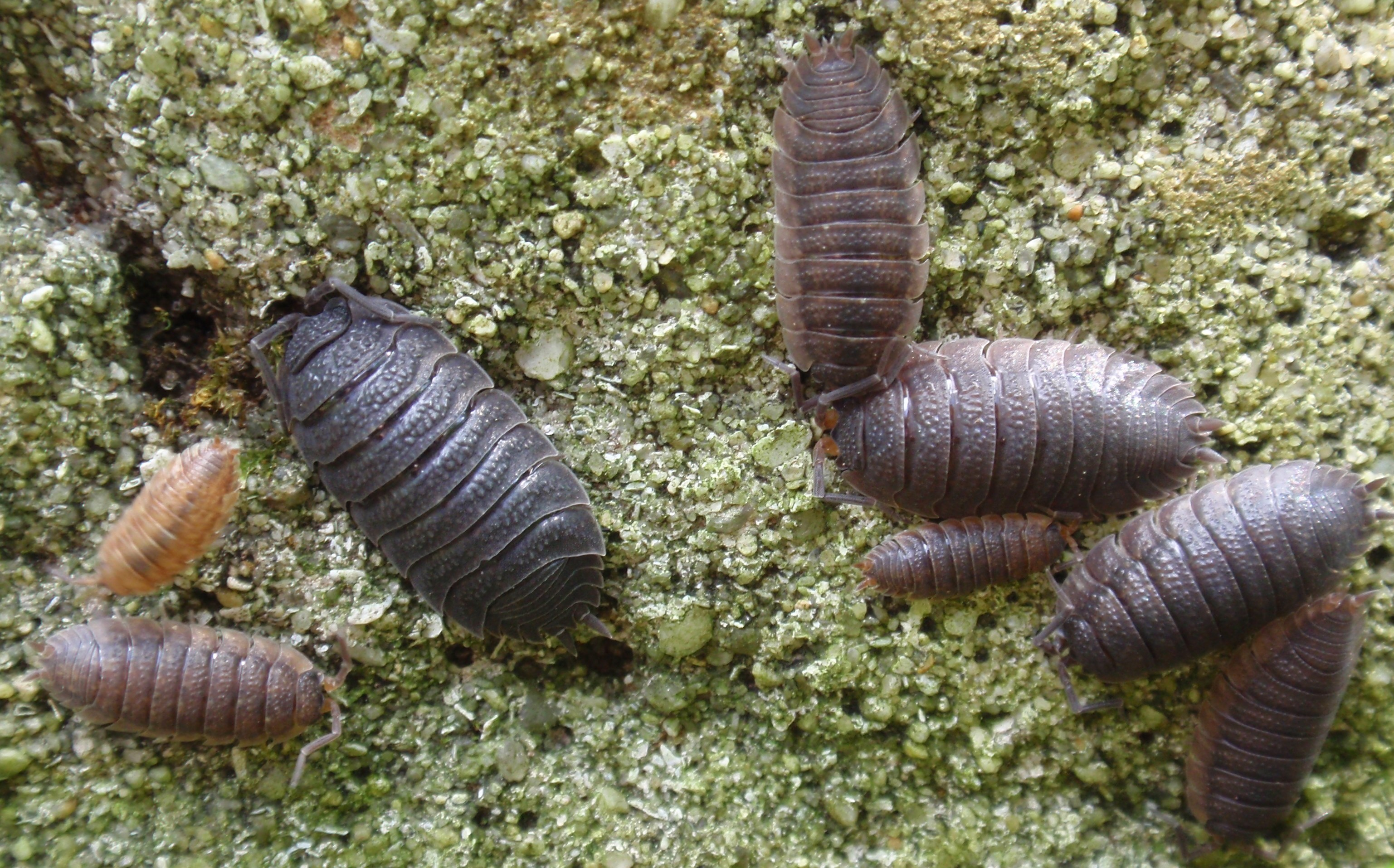